# 朴緒耿
朴緒耿（韓語：박서경，2009年10月18日—），又譯作朴瑞京， 韓國童星出身的女演员。凭借在《喬瑟與老虎、魚》《衣袖紅鑲邊》《Island》等作品中稳定而自然的演技，获得了业内和观众的一致认可。

## 演出作品

### 電視劇
- 2019年：OCN《附身》飾演 恩智
- 2019年：SBS《Secret Boutique》飾演 童年張道英
- 2020年：JTBC《天氣好的話，我會去找你》飾演 童年穆海媛
- 2020年：tvN《雖然是精神病但沒關係》飾演 童年南朱里
- 2021-22年：TV朝鮮《結婚作詞，離婚作曲》飾演 申智娥（三季）[3]
- 2021年：MBC《衣袖紅鑲邊》飾演 洪丹
- 2023年：tvN《Island》飾演 元美湖／元情（童年时期）
- 2023年：KBS2《Drama Special－高溫預警》[4]
- 2025年：JTBC《善良的他》饰演 姜美英（少年时期）
- 2026年：tvN《在大韓民國成為房主的方法》饰演 奇多莱

### 電影
- 2020年：《喬瑟與老虎、魚》

## 外部連結
- 朴緒耿的Instagram帳戶
- 朴緒耿在NAVER上的资料
- 朴緒耿在韩国电影数据库（KMDb）上的資料（韓語）
- 朴緒耿在互联网电影资料库（IMDb）上的資料（英文）
- 朴緒耿在HanCinema的頁面（英文）